# بیرگیت هاینکه
بیرگیت هاینکه (آلمانی: Birgit Heinecke؛ زادهٔ ۱۰ آوریل ۱۹۵۷) بازیکن هندبال اهل آلمان بود.